# Brainiac: Science Abuse
Brainiac: Science Abuse, ofta förkortat till Brainiac, brittiskt TV-program som leds av Vic Reeves, Thaila Zucchi och Jon Tickle, innehållande en blandning av vetenskap och slapstick. De "vetenskapliga" testerna kretsar mycket kring vardagsproblem, alkoholhaltiga drycker och sprängämnen, i slutet av varje avsnitt spränger de en husvagn (i säsong 3), innehållande olika kemikalier. En återkommande karaktär är Dr. Bunhead, han har ett eget inslag, "Pubvetenskap", där han på en pub genomför enkla experiment i utbyte mot en öl, experimenten lyckas men han tabbar sig och blir utslängd. Han är även med i andra experiment som ofta inkluderar sprängämnen. I det återkommande inslaget "Will it Fizz or Bang?" (senare ersatt med "Glow or Blow?") testas olika kemikalieföreningars förmåga att explodera eller brinna.
Ett annat återkommande inslag var "Will it break or will it bounce?", där föremål som uppenbart kommer att gå sönder om de tappas (till exempel tv-apparater) släpptes till marken. På senare tid har det dock avskaffats.

## Inslag

### Experiment
- Vilken sorts brandsläckare är bäst att driva ett fordon?
- "You can't stop rock 'n' roll", en stereo förstördes på olika sätt.
- Saker man inte kan göra när man får elstötar. (Måla, dansa, blanda drinkar och kasta pil bland annat)
- Saker som (inte) stoppar brinnande termit.
- "Britains...", testar olika produkter, till exempel vilken som är kladdigast o.s.v.
- "Gas Bang Wallop", förstör saker med hjälp av gas.
- "Does it bang or does it fizz?" Ett experiment där man ser om olika ämnen pyser eller exploderar.

### Tickles teasers
Jon Tickle berättar tankeställare utan att ge något svar på dem, tankeställarna varierar mellan djupa filosofiska frågor och rena dumheter.
- Does anyone actually kill two birds with one stone? (Dödar någon verkligen två flugor i en smäll?)
- If the universe is expanding, what is it expanding into? (Om universum expanderar, vad expanderar det i?)
- Do cows drink milk? (Dricker kor mjölk?)
- How do you know when sour cream goes sour? (Hur vet man när gräddfil (sur grädde) surnar?)